# James Wuye
James Wuye est un pasteur du Conseil général des Assemblées de Dieu Nigeria et le codirecteur avec l'imam Muhammad Ashafa de l'Interfaith Mediation Center of the Muslim-Christian Dialogue à Kaduna dans l'État de Kaduna, au nord du Nigeria.

## Biographie
Il est le fils d'un soldat ayant combattu dans la guerre du Biafra. Durant les années 1980 et 1990, il a participé aux émeutes et aux violences interreligieuses. Pendant huit ans, il a occupé le poste de Secrétaire général du chapitre de l'État de Kaduna au sein de la Youth Christian Association of Nigeria (YCAN), une organisation rassemblant tous les groupes chrétiens du pays. C'est durant cette période qu'il fonda une milice chrétienne et qu'il reçut un entrainement militaire. En 1987, il est devenu interprète dans une église du Conseil général des Assemblées de Dieu Nigeria à Kaduna . Il a étudié en théologie au AG’s Northern Theological Seminary à Kaduna et a obtenu un diplôme. Par la suite, il a étudié en théologie à la Vision University, campus de Kaduna et a obtenu un Bachelor of Theology, puis, il a étudié à l'Université chrétienne d'Afrique de l'Ouest et a obtenu un master.
Lors d'un affrontement entre chrétiens et musulmans à Zongon Kataf, James Wuye perd un bras, tandis que Muhammad Ashafa, secrétaire général des Muslim Youth Councils perd deux cousins et son guide spirituel. En 1995 les deux hommes ont décidé de travailler ensemble pour bâtir des ponts entre leurs communautés respectives et ont fondé l'Interfaith Mediation Center of the Muslim-Christian Dialogue à Kaduna. Cette organisation intervient auprès des jeunes dans les écoles et les universités, auprès des femmes, des responsables religieux et politiques, pour les sensibiliser au dialogue interreligieux et en faire des acteurs de paix. Le centre a notamment contribué à apaiser les tensions lors des affrontements de Kaduna en 2002 et de Yelwa en 2004.

## Films documentaires
L'Imam Ashafa et le Pasteur Wuye ont fait l'objet de deux documentaires :
- The Imam and the Pastor (2006)[4].
- An African Answer (2010)[5].

## Distinctions
Le Pasteur James Wuye et l’Imam Muhammad Ashafa ont reçu le Prix de la Paix de Brême en 2005, ainsi que le Prix pour la prévention des conflits de la Fondation Chirac en 2009. En 2017, ils ont reçu l'Intercultural Innovation Award des Nations Unies pour leurs médiations réussies dans des conflits au Nigéria .